# Ircinia reteplana
Ircinia reteplana är en svampdjursart som först beskrevs av Topsent 1923.  Ircinia reteplana ingår i släktet Ircinia och familjen Irciniidae.
Artens utbredningsområde är Karibiska havet. Inga underarter finns listade i Catalogue of Life.